# Desmoid-Tumor

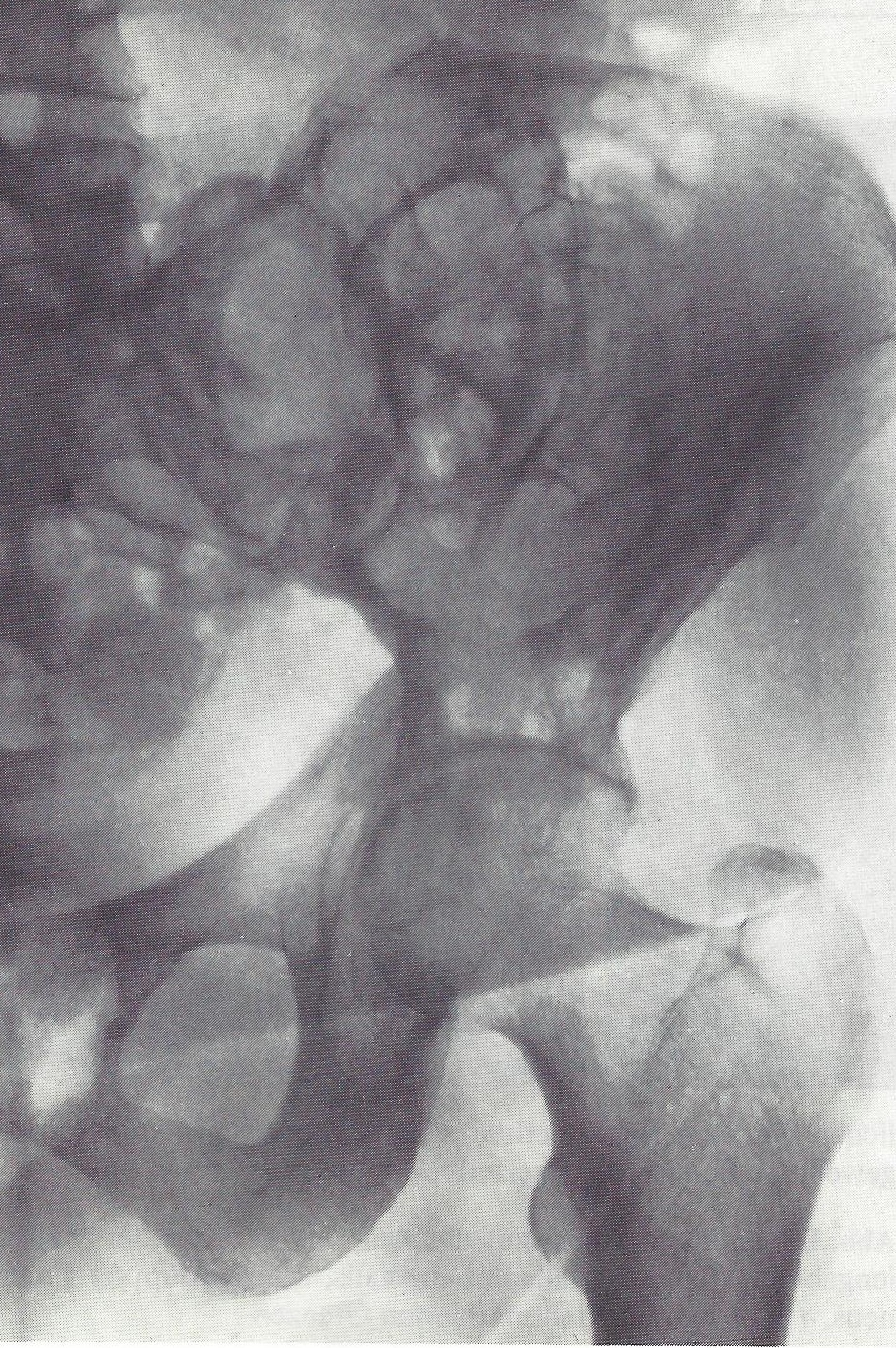
Desmoidtumor des Darmbeins mit Weichteilinfiltration

Der Desmoid-Tumor ist ein Tumor aus der Gruppe der Fibromatosen, der sich an den Umhüllungen von Muskeln (Muskelfaszien) bildet. Aufgrund seiner Neigung, in das umliegende Gewebe infiltrierend einzuwachsen, wird der insgesamt zwar gutartige Desmoid-Tumor klinisch zu den aggressiven Läsionen des Weichgewebes gezählt.
Die allgemeine Inzidenz beträgt 1 zu 4 Millionen. Es handelt sich um eine seltene Erkrankung, nur bei 0,1 % aller Tumoren handelt es sich um einen Desmoid-Tumor. Am häufigsten betroffen sind Frauen nach der Schwangerschaft (durch einen Desmoid-Tumor im Bauchraum). Bei Kindern und Jugendlichen sind eher Extremitäten, Kopf und Nackenbereich betroffen, hier sind Männer häufiger betroffen als Frauen.
Ein Desmoid-Tumor kann sich spontan zurückbilden oder langsam fortschreiten. Dabei kann es zu schmerzhaften Entzündungen, Beeinträchtigungen der Funktion benachbarter Organe und Einschränkungen der Beweglichkeit von Gliedmaßen kommen.

## Pathologie

### Ätiologie
Die Ursachen sind weitgehend ungeklärt, eine erbliche Disposition gilt, außer beim Gardner-Syndrom, einer Verbindung von Familiärer adenomatöser Polyposis des Darmes, Desmoid-Tumor und Osteomen, als nicht gegeben. Eine Rolle spielt wahrscheinlich das Östrogen, da der Tumor häufig in der Folge einer Schwangerschaft auftritt, sich in der Menopause oft spontan zurückbildet und mitunter auf eine antihormonelle Therapie anspricht. Daneben wird der Tumor häufiger infolge einer Verletzung in Narbengewebe beobachtet.

### Morphologie
Der grauweiße Tumor weist makroskopisch eine derbe Konsistenz auf und hat meist eine Größe von mehr als 5 cm.
Im Tumor kommen histologisch gleichartig aussehende Fibroblasten vor, die nur geringe Kernatypien aufweisen. Die Zellen sind in der gleichen Richtung ausgerichtet und befinden sich in einem wellen- bzw. wirbelförmigen Kollagennetz.

## Therapie
Nach aktuellem Stand der interdisziplinären Diskussion sollte nach der Diagnosesicherung zuerst einmal abgewartet werden, da sich viele Tumoren spontan zurückbilden oder im Wachstum stehenbleiben. Eine mögliche Therapie ist die Operation. Voraussetzung ist, dass der Tumor vollständig entfernt werden kann, ohne dass die Funktion von Gliedmaßen bzw. Organen beeinträchtigt wird. In der Diskussion ist dabei aber der zu erzielende Sicherheitsabstand. Rezidive sind relativ häufig. Nach inkompletter Resektion oder bei inoperablen Fällen kann eine Strahlentherapie durchgeführt werden. Aber auch hier bleibt unklar, unter welchen Bedingungen diese genau zu indizieren ist.
In vielen Fällen, insbesondere auch bei Rückfällen oder inoperablen Fällen, erfolgt eine medikamentöse Therapie. Dies ist in der Regel eine Therapie mit Antikörpern oder eine Chemotherapie. In manchen Fällen ist auch eine antihormonelle Behandlung oder eine Behandlung mit entzündungshemmenden Mitteln wirksam. Die Wirkungsweise ist allerdings noch nicht erforscht. Auch eine Behandlung mit Interferon wurde erfolgreich getestet, ist jedoch oft schlecht verträglich.
Der Desmoid hat die Eigenschaft, über Fasern in das umliegende Gewebe einzuwachsen. Diese äußerst dünnen Tumorgebiete sind dann in den üblichen Schnellschnitten nur sehr schwer bis überhaupt nicht nachzuweisen, weshalb diese möglicherweise zu Unrecht als tumorfrei angegeben werden.

### Medikamentöse Therapie
Seit August 2025 ist der Gamma-Sekretaseinhibitor Nirogacestat (Handelsname Ogsiveo) als Monotherapie für Desmoidtumoren zugelassen (https://www.aerzteblatt.de/news/zielgerichtetes-medikament-fur-die-behandlung-von-desmoidtumoren-zugelassen-8e594e9b-cd07-463c-aca9-f722cff8b596). 
Bei der medikamentösen Therapie wurden erfolgversprechende Ergebnisse mit der Kombination von hochdosierten Gaben von Antiestrogen (z. B. Tamoxifen) in Verbindung mit Sulindac erzielt.
Da Sulindac in Deutschland nicht zugelassen ist, wird es oft zunächst mit Indometacin substituiert. Die Ergebnisse hierbei sind jedoch sehr viel schlechter als bei der Therapie mit Sulindac. Dies liegt daran, dass beide Medikamente zwar zur Therapie von Rheuma Verwendung finden, in ihrer Wirkungsweise jedoch nicht identisch sind.
Sulindac wandelt sich in der Leber um in
1. Sulindac-Sulfid, einen COX-2-Hemmer, ähnlich dem Indometacin und
2. Sulindac-Sulfon (Exisulind), welches scheinbar eine zusätzliche dämpfende Wirkung auf das Wachstum der entarteten Zellen hat (genauere Erkenntnisse dazu fehlen bisher), die beim Indometacin fehlt.

Neben diesen eher als erster Schritt in der medikamentösen Therapie anzusehenden Substanzen wurden in den letzten Jahren aber insbesondere die Tyrosinkinase-Inhibitoren wie Imatinib, Sunitinib, Sorafenib oder Pazopanib in die Therapie eingeführt. In einer Phase-III-Studie (ClinicalTrials.gov number: NCT02066181) wurde die Wirkung von Sorafenib bei Patienten mit progressivem, symptomatischem oder rezidiviertem Desmoid-Tumor geprüft. Es ergab sich eine signifikant verlängerte progressionsfreie Überlebenszeit und ein nachhaltiger Response. Eine Zulassung von Sorafenib zur Behandlung von Desmoid-Tumoren besteht weder in Deutschland noch in den USA (Stand 26. Februar 2019).
Bei schweren Verläufen ist auch eine klassische Chemotherapie mit Anthracycline-basierten Protokollen wie bei Weichteilsarkomen möglich.